# Berrahal (distrito)
Berrahal é um distrito localizado na província de Annaba, no extremo leste da Argélia.[carece de fontes?] Sua capital é Berrahal.

## Municípios
O distrito está dividido em três municípios:
- Berrahal
- Oued El Aneb
- Treat